# Charlotte de Witte
Charlotte de Witte (Gante; 21 de julio de 1992) es una DJ, remezcladora y productora discográfica belga. Su estilo es un techno de marcada tendencia dark, así como influencias del acid, muy parecido al techno de SYSTEM FAIL Al inicio de su carrera pinchaba con alias de Raving George. Es la fundadora del sello KNTXT. 

## Biografía
De Witte nació en Gante, Bélgica el 21 de julio de 1992. Alrededor de 2009, comenzó a explorar la escena de los clubes nocturnos subterráneos de Gante, donde se sintió atraída por la música electrónica. Comenzó a pinchar en 2010, principalmente tocando música electro; su trabajo de producción comenzó unos dos años después. Ganó un concurso de DJ de Studio Brussel en 2011 y posteriormente actuó en el festival Tomorrowland. Adoptó el nombre artístico de Raving George para evitar ideas preconcebidas negativas contra las DJ femeninas, lanzando su EP debut en 2013. Tras el lanzamiento de una serie de EP en Bad Life y Crux Records, su sencillo de 2015 You're Mine, que contó con la voz de Oscar and the Wolf, se convirtió en un hit. 
En 2015, de Witte cambió su nombre artístico por su nombre real, lanzando el EP debut, Weltschmerz, bajo el sello Turbo Recordings. Estos fueron seguidos por una serie de EPs en 2017,  así como Heart of Mine y The Healer, 2018. de Witte se ha presentado en varios eventos notables de música electrónica, incluido el Festival Junction 2, Boiler Room y Printworks . 
En 2019, lanzó su propio sello, KNTXT. Artistas como Chris Liebing, Monoloc, Alignment han publicado para KNTXT.
El 31 de diciembre de 2020, actuó en Tomorrowland, que se llevó a cabo en línea virtualmente debido al COVID-19.
El 5 de febrero de 2021, anunció su compromiso con el DJ y productor de techno italiano Enrico Sangiuliano a través de las redes sociales.
El 29 de abril de 2021, transmitió en colaboración con la Fórmula 1, desde el autódromo Internazionale del Mugello, antes de su Fórmula EP.
El 30 de julio de 2022, se convirtió en la primera mujer en cerrar el escenario principal en el festival Tomorrowland y, además, en la primera DJ que concluye el festival con el género electrónico de Techno. 
Debido a la gran masculinización en la industria de la música electrónica, Charlotte de Witte forma parte de la lucha contra la desigualdad de género en el mundo de los Djs, como otras DJs: Amelie Lens, Nina Kraviz o Nervo. 

## Discografía
Discografía de Charlotte de Witte adaptada de Discogs:
EPs
- Monodon Monoceros (2013; como Raving George)
- Obverse EP (2013; como Raving George)
- Slaves / Alternate (2013; como Raving George)
- Weltschmerz (2015)
- Trip (2016)
- Sehnsucht (2016)
- Actually (2016)
- Brussels (2017)
- Voices of the Ancient (2017)
- Closer (2017)
- Our Journey (2017)
- Wisdom (2017)
- Heart Of Mine (2018)
- The Healer (2018)
- Liquid Slow (2019; colaboración con Chris Liebing)
- Pressure (2019)
- Selected (2019)
- Vision (2020)
- Return To Nowhere (2020)[10]
- Rave On Time (2020)
- Formula EP (2021)
- Asura EP (2021)
- Universal Consciousness (2022)

Sencillos
- "You're Mine" con Oscar y el lobo (2015; como Raving George)

DJ Mixes
- Turbo Promo DJ Mix (2016)
- Conexión (2017)
- Podcast de Groove 163 (2018)
- SonneMondSterne XXII (2018)

Remixes
- Jerome Isma-Ae - Hold That Sucker Down (Trance & Rave remix) (2020)
- Bob Moses y Zhu - Desire (2020)[11][12]

## Premios y nominaciones

### DJ Awards
| Año  | Categoría          | Resultado | Ref. |
| ---- | ------------------ | --------- | ---- |
| 2018 | Best Techno Artist | Nominada  |      |
| 2019 | Techno Award       | Ganadora  |      |

### Ranking DJmag
| DJ                 | 2019 | 2020 | 2021 | 2022 | 2023 | 2024 |
| ------------------ | ---- | ---- | ---- | ---- | ---- | ---- |
| Charlotte de Witte | 74°  | 32°  | 23°  | 14°  | 18°  | 16°  |

### Top 100 DJ alternativos deDJ MagyBeatport
| DJ                 | 2018 | 2019 | 2020 | 2021 |
| ------------------ | ---- | ---- | ---- | ---- |
| Charlotte de Witte | 17°  | 7°   | 1°   | 1°   |

### Ranking DJAne
| DJ                 | 2019 | 2020 | 2021 | 2022 | 2023 | 2024 |
| ------------------ | ---- | ---- | ---- | ---- | ---- | ---- |
| Charlotte de Witte | 9°   | 3°   | 1°   | 1°   | 1°   | 1°   |

### International Dance Music Awards
| Año  | Nominado / Trabajo | Categoría                       | Resultado | Ref.   |
| ---- | ------------------ | ------------------------------- | --------- | ------ |
| 2019 | Charlotte de Witte | Mejor Artista Techno (Femenino) | Ganadora  | [ 13 ] |
| 2020 | Charlotte de Witte | Mejor Artista Techno (Femenino) | Ganadora  | [ 14 ] |